# Trachea viridata
Trachea viridata là một loài bướm đêm trong họ Noctuidae.